# Liste der portugiesischen Botschafter in Ungarn

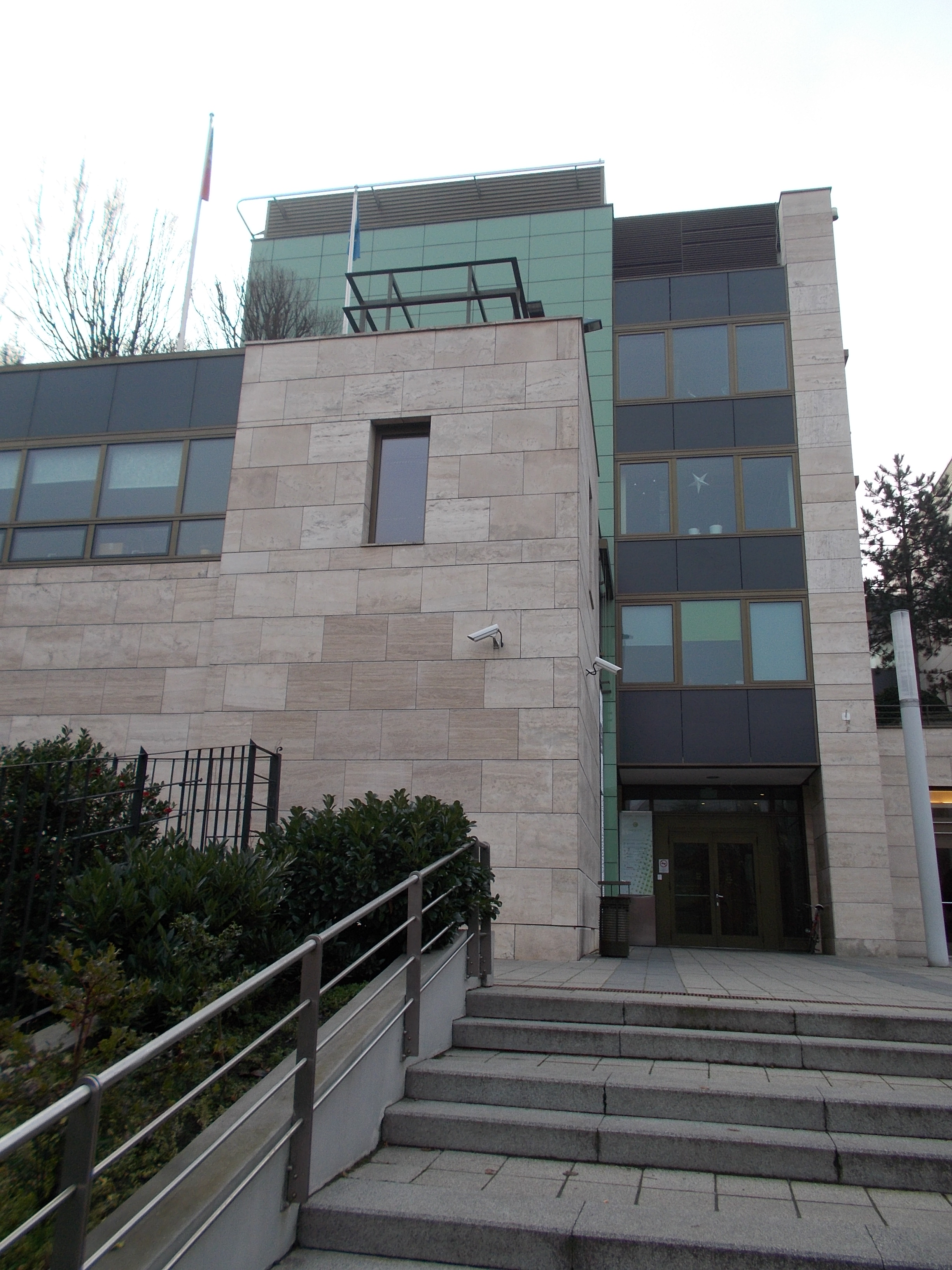
Die Botschaft Portugals in Budapest

Die Liste der portugiesischen Botschafter in Ungarn listet die Botschafter der Republik Portugal in Ungarn auf. Die beiden Staaten unterhalten seit 1974 erneuerte diplomatische Beziehungen.
Eine portugiesische Botschaft bestand jedoch bereits vor dem Zweiten Weltkrieg und wurde vermutlich nach 1920 eröffnet.
Die Botschaft Portugals in Budapest residiert im MOM Park, Alkotás Utca Hausnummer. 53.
In Ungarn bestehen daneben keine weiteren Konsulate oder Honorarkonsulate Portugals.

## Liste der Missionschefs (vor 1974 unvollständig)
| Name                                          | Bild   | Amtszeit                              | Anmerkungen |
| Ungarn                                        | Ungarn | Ungarn                                | Ungarn |
| --------------------------------------------- | ------ | ------------------------------------- | --- |
| Carlos Sampaio Garrido                        |        | 27. Juli 1939 – 23. April 1944        | Ministro plenipotenciário, rettete rund 1.000 Juden vor der Naziverfolgung und gehört deshalb zu den Gerechten unter den Völkern |
| Carlos da Conceição Nunes Portela             |        | 1974                                  | Geschäftsträger, am 21. Oktober 1974 akkreditiert, erster Vertreter Portugals in der neu eröffneten Botschaft in Budapest        |
| Fernando Delfim Maria Lopes Vieira            |        | 10. November 1974 – 7. September 1981 | Botschafter, am 15. November 1974 akkreditiert                                                                                   |
| José Joaquim de Mena e Mendonça               |        | 21. September 1981 – 8. Juni 1985     | Botschafter, am 30. September 1981 akkreditiert                                                                                  |
| Carlos Manuel Durrant Pais                    |        | 23. Juni 1985 – 24. Januar 1986       | Übergangs-Geschäftsträger |
| Zózimo Justo da Silva                         |        | 25. Januar 1986 – 21. November 1990   | Botschafter, am 30. Januar 1986 akkreditiert                                                                                     |
| António Baptista Martins                      |        | 19. Dezember 1990 – 23. Mai 1994      | Botschafter |
| José Miguel Crespo Queirós de Barros          |        | 11. August 1994 – 6. März 1999        | Botschafter |
| João Carlos Bessa Pinto Versteeg              |        | 8. März 1999 – 31. Januar 2003        | Botschafter, am 18. März 1999 akkreditiert                                                                                       |
| Luis Filipe Carrilho de Castro Mendes         |        | 3. Februar 2003 – 31. Januar 2007     | Botschafter |
| Francisco Manuel Guimarães Henriques da Silva |        | 19. Februar 2007 – 16. Dezember 2009  | Botschafter |
| Hernán Leandro Amado                          |        | 17. Dezember 2009 – 25. April 2010    | Übergangs-Geschäftsträger |
| António Jorge Mendes                          |        | 26. April 2010 – 3. Januar 2015       | Botschafter, am 6. September 2010 akkreditiert                                                                                   |
| Maria José Teixeira de Morais Pires           |        | 24. Februar 2015–2019                 | Botschafterin, am 27. April 2015 akkreditiert                                                                                    |
| Jorge Ayres Roza de Oliveira                  |        | seit 30. Dezember 2019                | Botschafter |